# زمینوگورسک
شهر زمینوگورسک (به روسی: Змеиногорск) در کشور روسیه و در کرای آلتایی واقع شده‌است.